# Religia starożytnego Egiptu
Religia starożytnego Egiptu – religia politeistyczna, zespół wierzeń wyznawanych przez starożytnych Egipcjan.

## Bogowie, półbogowie-geniusze, zwierzęta

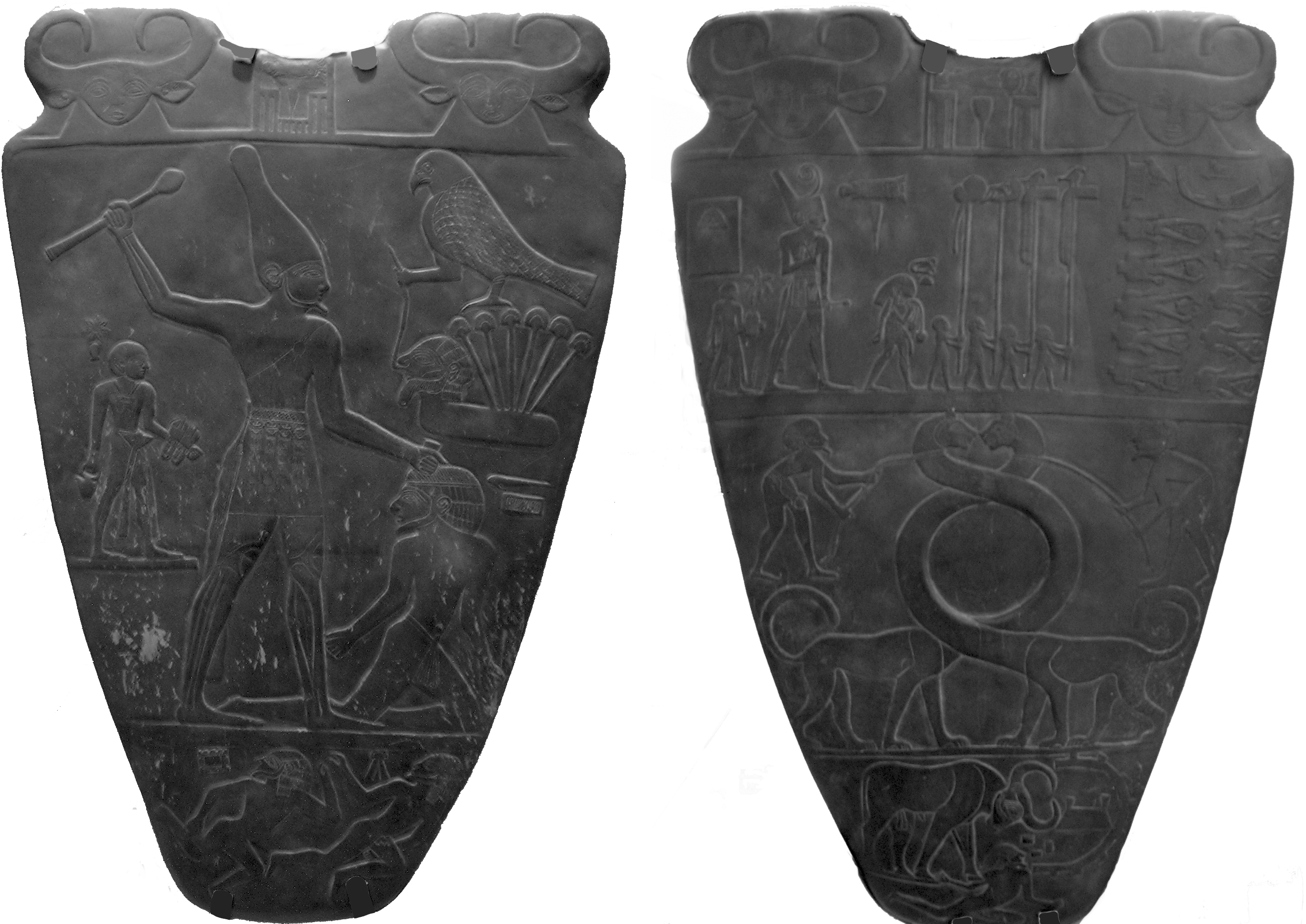
Paleta Narmera – awers i rewers

Z okresu około 3100 p.n.e. w Górnym Egipcie odkryto przedmioty o różnorakich motywach (sceny polowań, sceny wojenne, uprawy ról) na paletach z zielonego łupku. Palety te rozmiarami i kształtem przypominały tarcze. Składano je wraz z ozdobnymi maczugami w świątyniach.
Dominowała religia bóstw lokalnych, uważanych za władców i panów miast i okolic, w których ich czczono. Poza bogami wierzono w półbogów, czyli geniuszy. Byli oni bardziej związani z życiem codziennym ludzi, lecz nie mieli świątyń i raczej nie brano ich pod uwagę w spekulacjach teologicznych. Geniusze mieli charakter bardziej ludowy. Były to duchy związane z rolnictwem, z narodzinami człowieka.
Istniał także kult zwierząt. Czczone zwierzęta były po prostu wcieleniami bogów (aspektami bogów). Wierzono, że była w nich obecna jedna z dusz jakiegoś boga. Posągi bóstw umieszczano w świątyniach, przez co stawały się niedostępne dla ogółu. Wizerunki czczonych zwierząt nie były przedmiotem kultu w samych świątyniach, natomiast były one popularne w ludowych wierzeniach, a ich miniaturowe wyobrażenia były powszechnie używane w postaci amuletów, mających w założeniu działanie magiczne. 

## Główne ośrodki kształtowania się religii egipskiej

### Heliopolis
W Heliopolis religia koncentrowała się wokół słońca. Według mitologii heliopolitańskiej na początku była tylko zimna, ciemna i nieruchoma woda, zwana Nunu, czyli Chaos. Słońce, czyli bóg Atum stworzył sam siebie, a potem albo wypluwając, albo onanizując się, dał początek dwóm bogom: Szu, czyli suszy i Tefnut, czyli wilgoci. Szu i Tefnut stały się następnie rodzicami boga Geb, czyli ziemi i bogini Nut, czyli niebu. Szu wzniósł Nut ponad swoją głową, a jej małżonka, Geb pozostawił nadal leżącego. Później Nut stała się matką Ozyrysa, Seta, Izydy i Neftydy. Tych dziewięcioro bogów stanowiło Wielką Enneadę.

### Busiris
W Busiris, w centrum Delty, powstała mitologia ozyriańska. Jej korzeni należy dopatrywać się w podaniach ludowych. Ozyrys należał do Wielkiej Enneady. Będąc pierworodnym synem Geba i Nut, był prawowitym dziedzicem ziemi. Rządził ziemią dobrze dla ludzi. Niestety jego brat, Set, pojmał go, zabił i wrzucił do rzeki. Neftyda i Izyda odnalazły zwłoki Ozyrysa w Egipcie. Od jego śmierci upłynęło dużo czasu i zatopione w mule zwłoki, już się rozkładały. Geb oczyścił ciało Ozyrysa z błota, Nut przywróciła mu członki, a Ra (Re) wskrzesił boga. Ozyrys spłodził Horusa. Izyda wychowywała Horusa wśród bagien – Chemnis. Jednak Ozyrys nigdy już nie odzyskał ziemskiego panowania. Stał się władcą świata zmarłych.

### Hermopolis
W Hermopolis najważniejszym bogiem był Thot, bóg-księżyc, ibis, albo pawian. Sam z siebie obudził się w chaosie i głosem powołał do istnienia Ogdoadę, czyli ośmiu bogów. Były to cztery pary samców i samic. Samce miały głowy żab, a samice wężów. Były to zarówno w rodzaju żeńskim, jak i w męskim: Noc, Ciemność, Tajemnica i Wieczność. Ogdoada usiadła na pagórku i zniosła jajo. Z jaja wykluło się słońce i to ono właśnie stworzyło i zorganizowało świat.

## Ciało, dusza i ka
Ok. 3000 p.n.e.
Z czasem (w ciągu około wieku), odrębne miasta zaczynały łączyć się w większe organizacje. Zmieniała się więc też religia. Dochodziło do kompromisów polegających na łączeniu bóstw z różnych miast w małżeństwa, a także do usynawiania bogów. Najczęściej powstawały triady bóstw. Powstawała, a właściwie syntetyzowała się mitologia. Silnie zakorzeniona była wiara w życie człowieka po śmierci. Stąd też zmarłych grzebano z tak wielką troską.
Egipcjanie wierzyli, że człowiek składa się z trzech elementów:
- z ciała;
- z ba - bardzo podobne do potocznego rozumienia duszy;
- z ka – niematerialnego odbicia ciała, albo ducha opiekuńczego człowieka, albo nadane przez bogów określenie wartości dające każdemu godność mu właściwą.

Śmierć rozumiano jako oddzielenie się od ciała elementów duchowych. Jednak ba i ka po śmierci człowieka żyły nadal w łączności z ciałem i w zależności od niego. Zatem komora grobowa, w której składano ciało, była pośmiertnym mieszkaniem ciała i elementów duchowych zmarłego. Zmarły potrzebował tego samego co żywy, a więc także pożywienia. Zapewniał mu je kult zmarłych. Ponadto należało zachować ciało zmarłego w stanie nienaruszonym. Dlatego na miejsca pochówków wybierano miejsca pustynne, wolne od wilgoci.
Jednym z rytuałów pogrzebowych był motyw chwytania duszy. Objawiało się to tym, że po śmierci człowieka dusza odłączona od ciała narażona była na śmierć. Dlatego za pomocą magicznych obrzędów trzeba ją było pochwycić i na nowo złączyć z ciałem. W dniu pogrzebu urządzano ucztę przed grobem. Powtarzano tę ceremonię w wielkie święta nekropolii. Jednak tak rzadkie posiłki nie wystarczały zmarłemu, stąd istniał codzienny kult zmarłych. Polegał on na składaniu ofiar z chleba i libacjach ze świeżej wody. Kult sprawowany był przy grobie. Przy drzwiach umieszczano insygnia bóstwa, dla którego świątynia została wzniesiona.
Monarcha uważany był za boga. Wierzono, że władca jest synem z ciała każdego z bóstw lokalnych, przy czym głównym bogiem, z którym utożsamiał się monarcha, był Horus.

## Herezja echnatońska (amarneńska)
W XIV wieku p.n.e. faraon Echnaton przeprowadził reformę religijną przekształcającą dotychczasowy system politeistyczny w solarną religię monoteistyczną; reforma uległa załamaniu po jego śmierci. 

## Zanik i spuścizna
Jednym z ostatnich czynnych ośrodków zorganizowanej religii egipskiej była świątynia na wyspie File, zamknięta dopiero na polecenie Justyniana. Nurtem częściowo wywodzącym się z egipskiej tradycji religijnej, a przynajmniej do niej się odwołującym, jest hermetyzm. Egipska wersja neopogaństwa to kemetyzm.